# Fuga de gas

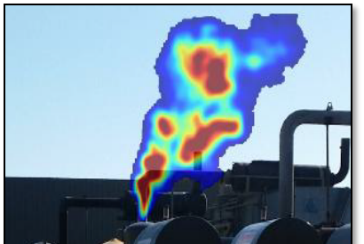
Una fuga de gas detectada mediante un sistema de visualización hiperespectral.

Una fuga de gas o un escape de gas es una corriente de gas que se escapa desde una tubería u otra estructura hacia otra cualquier área donde el gas no debería estar presente.
Es sumamente peligrosa, pues puede convertirse poco a poco en una concentración explosiva de gas, de consecuencias graves si aparece fuego,así como matar a la vegetación alrededor, y liberar gases quemadero o invernadero a la atmósfera.
Puede ocurrir en varios contextos: el hogar, en instalaciones industriales, en la red de distribución de gas natural, y en campos de extracción de gas, entre otros.

## Reacciones en caso de fuga de gas
El gas fuera de sitio podría ser tóxico, pero también podría ser inflamable y ocasionar graves desastres ante la presencia de fuego. Lo más frecuente es que sea inflamable, por lo que, ante la duda, tendrá que ser considerado inflamable y serán iniciadas las reacciones siguientes:
Detección de la fuga de gas

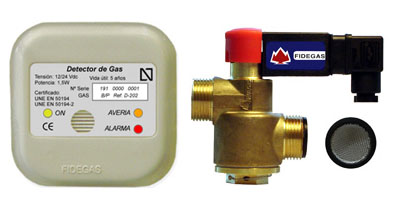
Detector de gas. Detecta automáticamente fugas de gas a partir de cierto nivel de gas en el aire. Existen otros métodos de detección, como el olor, aunque normalmente tendrían menos garantías.

Las fugas de gas en una instalación son detectadas habitualmente por el olor (pues los gases inflamables son mezclados con alguna sustancia que les dé  olor característico a gas). Otras posibles maneras de detectarlas son escuchar sonidos de soplo o silbido (si los hay), y leer los datos de su contador. También existen detectores de fugas de gas. Si hay allí una cocina de gas, el apagar sus quemadores (los hornillos, hornallas, hornillas o fuegos) permite comprobar mejor si existe una fuga de gas. No perder demasiado tiempo dudando de si hay fuga de gas o de dónde viene. Ante la duda, tendrá que ser considerado que hay fuga de gas.
Reacciones a la fuga de gas
En caso de sospecha de que hay un escape de gas, o una cantidad acumulada de gas:
1. Avisar de que no enciendan fuego y de que se alejen: Comenzar por avisar a los ocupantes de ese edificio o recinto de que parece haber una fuga de gas, y de que para evitar una reacción explosiva, no enciendan fuego (ni siquiera llamas pequeñas) y de que salgan de allí y se alejen hasta una distancia segura. Por el mismo motivo, no es recomendable allí hacer cualquier cosa que pueda producir chispas, por lo tanto, no ponerse a enchufar ni a desenchufar aparatos eléctricos (pues a veces eso produce chispas), ni mantenerlos encendidos ni utilizarlos si pueden emitir chispas, ni utilizar vehículos de motor de cualquier tipo.
No conviene permanecer mucho tiempo dentro de un edificio con un escape de gas (por ejemplo: por recorrer cada habitación para buscar fuegos encendidos), pues, conforme la concentración de gas va aumentando, el aire se va haciendo más tóxico, y podría dejarlo a uno inconsciente. No necesariamente el gas asciende hacia arriba, sino que algunos gases (como el butano o el propano), van hacia abajo, aunque, tras un tiempo, el gas llegaría a todas partes. Una persona gravemente intoxicada podría dejar de respirar y requerir reanimación cardiopulmonar. Además, una alta concentración de gas entraría en combustión inmediatamente al entrar en contacto con cualquier llama. Por lo tanto, salir pronto de allí, y sacar fuera a cualquier persona, esté consciente o desmayada.
Durante la huida de un recinto, apagar cualquier llama visible que pueda ser apagada con facilidad.
2. Ventilar el recinto: La acumulación de gas va haciendo al aire cada vez más inflamable, por lo que conviene ventilar al edificio cuanto antes (pero no hacia donde haya fuego, sino desde algún punto donde no pueda haber llamas alrededor). Conviene que la ventilación sea rápida y amplia, abriendo las ventanas completamente, así como las contraventanas y las cortinas.
Para casos normales, está recomendado ventilar durante media hora.Llave de paso de gas (su tipo y lugar pueden variar, no confundirla con alguna similar para el agua). Cerrar esa válvula de gas impide que salga gas desde ese límite (leer texto a la izquierda).

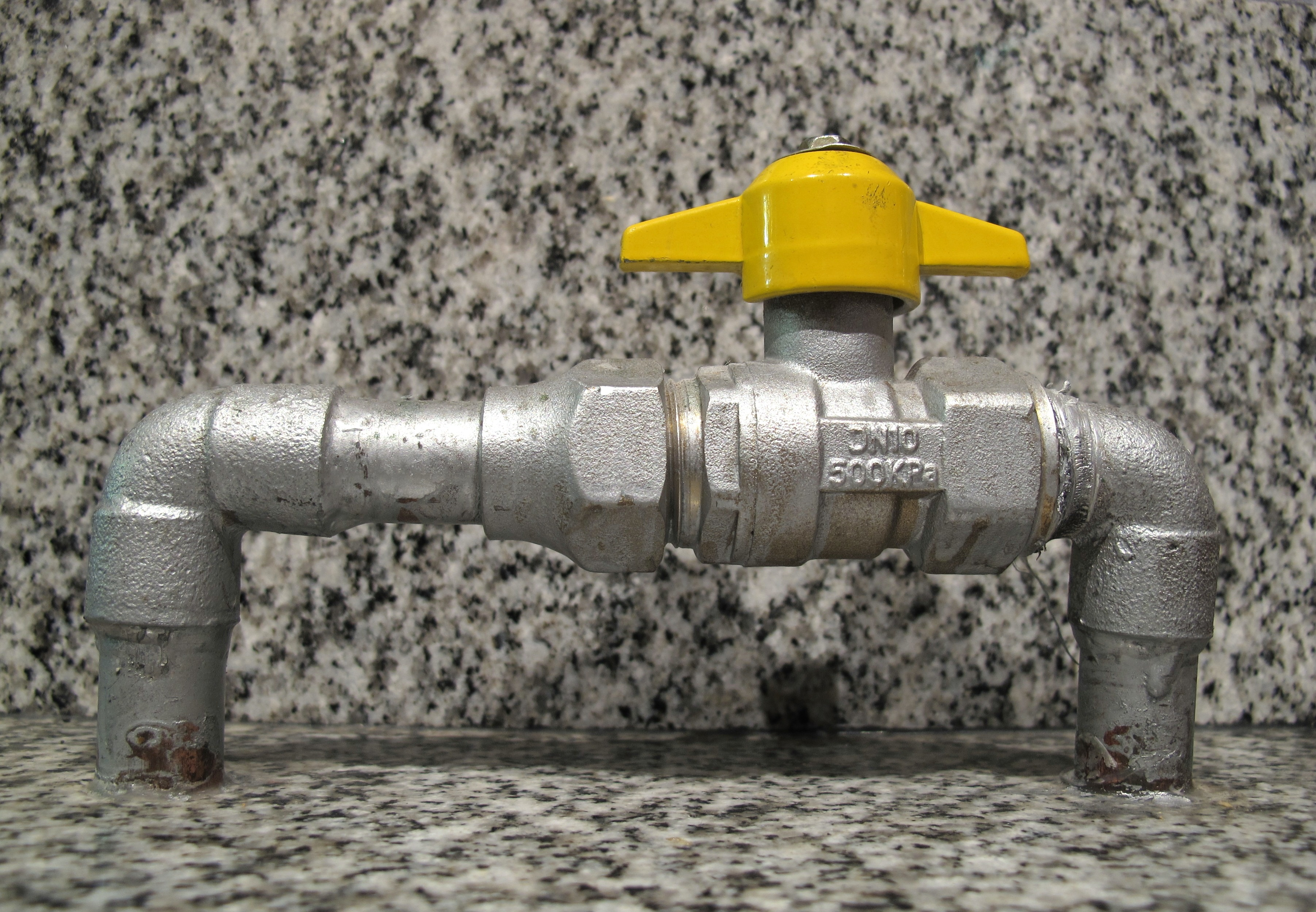
Llave de paso de gas (su tipo y lugar pueden variar, no confundirla con alguna similar para el agua). Cerrar esa válvula de gas impide que salga gas desde ese límite (leer texto a la izquierda).

3. Cortar el gas: Cortar directamente todo el gas desde la llave de paso general del gas hacia delante, o solicitar el corte de todo el suministro de gas a los administradores de una instalación, llamándolos por teléfono desde fuera de esa zona.
4. Evitar que entren al recinto: Mantener a la gente alejada de allí y de las cercanías hasta que sea autorizado volver a entrar, lo cual ocurriría tras ser comprobado que la zona ya es segura otra vez.
5. Aviso telefónico: Desde fuera de esa zona, es posible avisar a los servicios médicos y a los bomberos (hay una lista de teléfonos de emergencia pulsando aquí).

## Historia
Las filtraciones o fugas gasistas catastróficas, han sido bien reconocidas como problema, pero los efectos más sutiles de fugas crónicas de baja intensidad son más difíciles de ser reconocidas como un problema.
Algunos de los más graves incidentes de fugas de gas en el mundo son:
1. Desastre de Bophal, India (1984): Se produjo una fuga de isocianato de metilo en una planta de pesticidas, causando una de las mayores catástrofes industriales del mundo. Miles de personas murieron instantáneamente o en semanas posteriores.[4]
2. Fuego de Al-Mishraq, Iraq (2003): Un incendio presuntamente provocado en una planta de azufre de Al-Mishraq, cerca de Mosul, se prolongó durante un mes liberando 910,000 toneladas de óxido de azufre. Fue el mayor escape de dióxido de azufre que se haya registrado en un incendio.
3. Fugas de gas del Nord Stream: Se registró la mayor explosión de metano de la historia debido a las fugas de metano de las tuberías dañadas de Nord Stream.[5][6]
4. Desastre de Seveso, Italia (1976): Una fuga de dioxina tóxica de una planta química en Seveso, Italia, resultó en la evacuación y reubicación de más de 700 personas y la muerte de miles de animales[7].
5. Aliso Canyon – Los Ángeles, California: El 23 de octubre de 2015, se rompió el revestimiento de un pozo en las instalaciones de almacenamiento de Aliso Canyon de Southern California Gas Company, liberando gas natural a la atmósfera.[5][8]
6. Pozo de almacenamiento de Equitrans – Pittsburg, Pensilvania: El 3 de noviembre de 2022, se produjo una fuga de metano que duró varios días desde un respiradero en un pozo de almacenamiento de gas natural en Equitrans Midstream Corp.[5][9]

## Consecuencias de las fugas de gas
Las fugas de gas pueden tener consecuencias devastadoras, desde posibles explosiones hasta intoxicaciones por inhalación de gases tóxicos. Algunas de las consecuencias más comunes incluyen:
Explosiones e incendios: Una acumulación significativa de gas en áreas confinadas puede dar lugar a explosiones catastróficas. Las fugas de gas pueden generar incendios cuando el gas entra en contacto con fuentes de ignición, como chispas eléctricas o llamas abiertas.
Impactos en la salud humana: Respirar los gases puede traer serias afecciones para la salud como intoxicación, asfixia o incluso la muerte. Los síntomas pueden incluir náuseas, cefaleas, mareos, vómitos, pérdida de los reflejos y la conciencia o convulsiones.
Daños ambientales: Las fugas de gas pueden causar daños irreparables a los ecosistemas, contaminar las fuentes de agua y liberar grandes cantidades de gases de efecto invernadero a la atmósfera. 
Evacuaciones de emergencia: En caso de una fuga de gas, puede ser necesario evacuar el área afectada para garantizar la seguridad de las personas.